# Jerzy Doerffer
Jerzy Wojciech Doerffer (* 21. April 1918 in Groß-Leka, Kreis Gostyn; † 9. August 2006 in Zoppot) war ein polnischer Ingenieur und von 1981 bis 1984 Rektor der Technischen Universität Danzig.

## Ausbildung und beruflicher Werdegang
Als Sohn eines Landwirts geboren, erhielt Doerffer seine Schulbildung in Leszno, Zweite Polnische Republik. Nach einem Praktikum beim Maschinenbauunternehmen H. Cegielski – Poznań nahm er im April 1935 das Studium der Ingenieurwissenschaften an der Technischen Hochschule Danzig in der Freien Stadt Danzig auf. Während des Studiums absolvierte er einen Teil seiner praktischen Studienzeit bei der auf den Bau von Fahrgastschiffen spezialisierten Werft Swan Hunter in Großbritannien und bei J. Samuel White auf der Isle of Wight, bevor er von Januar bis April 1940 den Wehrdienst bei der polnischen Marine auf der ORP Błyskawica ableistete. Anschließend schrieb sich Doerffer an der University of Glasgow ein. Dort belegte er Kurse in Schiffstechnik, Hydraulik und Technischer Mechanik. 1942 schloss er das Studium mit einem Bachelor of Science ab und nahm eine Anstellung als Schiffskonstrukteur bei Vickers-Armstrongs an. Mitte Januar 1946 kehrte Doerffer in sein Heimatland zurück, um bei der Danziger Werft zu arbeiten. Die polnischen Behörden erkannten jedoch, trotz seiner Berufserfahrung, den in England erworbenen Abschluss nicht an, sodass Doerffer zunächst an die Technische Universität Danzig zurückkehrte, um sein Studium dort 1950 mit einem Magister abzuschließen. 1951 wurde er aufgrund politischer Differenzen bei der Danziger Werft entlassen. 
Doerffer wechselte zunächst als wissenschaftlicher Mitarbeiter an die Technische Universität Danzig. 1952 erhielt er zunächst eine Juniorprofessur. 1969 nahm er schließlich den Ruf der Universität auf einen Lehrstuhl für Ingenieurwissenschaften an. Neben seiner Tätigkeit in der Lehre war Doerffer von 1953 bis 1954 und zwischen 1958 und 1964 Dekan und von 1964 bis 1967 stellvertretender Kanzler der Universität. In den Jahren 1981 bis 1984 hatte er den Posten des Rektors der Universität inne. In dieser Zeit wurde die Fakultät für Betriebswirtschaftslehre eröffnet und es wurden zahlreiche Partnerschaften mit ausländischen Universitäten, etwa in Dänemark und Deutschland eingegangen, die bis heute Bestand haben. Im Bereich der Forschung wirkte Doerffer vor allem auf den Gebieten des Baus großer Schiffe und der Antriebstechnik. Hierbei arbeitete das von Doerffer 1968 gegründete Institut für Schiffsbau eng mit der polnischen Marine zusammen. Die Leitung dieses Instituts hatte er bis zu seiner Emeritierung 1988 inne. 1993 gründete er das Forum der Schiffsindustrie, dessen Vorsitzender er bis 2003 war.

## Sonstiges
Doerffer war von 1947 bis zu seinem Tod mit Maria Teresa Meissner verheiratet, Vater von vier Kindern und hatte acht Enkelkinder. Er ist auf dem Friedhof von Sopot begraben. Nach seinem Tod wurde eine nach ihm benannte Stiftung gegründet, die die Förderung der Ausbildung von Ingenieuren zum Ziel hat.

## Auszeichnungen (Auswahl)
- 1970: Ritter und Komtur des Ordens Polonia Restituta
- 1988: Banner der Arbeit Stufe I
- 1989: International Maritime Prize

Neben diesen Auszeichnungen war Doerffer Träger der Ehrendoktorwürde mehrerer Universitäten, darunter die Universität Rostock, die University of Glasgow und die Westpommersche Technische Universität Stettin.

## Publikationen (Auswahl)
- Oil spill response in the marine environment. Pergamon Press, Oxford 1992, ISBN 0-08-041000-6.